# Abbatiale Notre-Dame de Mouzon

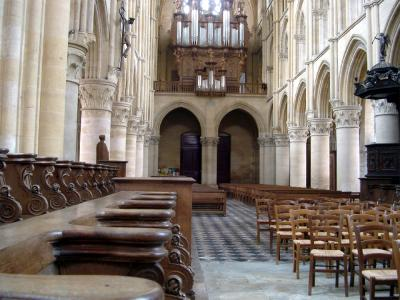
La nef de l'église.

Vous lisez un « bon article » labellisé en 2015.
Pour les articles homonymes, voir Abbatiale Notre-Dame.
L'abbatiale Notre-Dame de Mouzon est l'ancienne église de l'abbaye de Mouzon, dans les Ardennes en France.
L'évolution de cette abbatiale au Moyen Âge est liée aux reliques abritées en ce lieu, notamment celles de saint Victor et de saint Arnoul. Objet d'un culte ostentatoire, ces reliques deviennent sources de revenus matériels. L'affluence des pèlerins impose la construction de cet édifice, aux XIIe et XIIIe siècles, qui s'inspire des premières constructions de style gothique, mais en annonce déjà, par certains choix techniques, une deuxième génération. Les dimensions relativement réduites du lieu, comparé à ces vaisseaux de pierre que sont les grandes cathédrales, permettent aux visiteurs d'embrasser sans peine du regard toute l'enveloppe de l'église, avec à l'intérieur des différences d'intensité dans la lumière donnant du relief aux éléments d'architecture et au mobilier religieux. La présence d'un reclusoir à quelques mètres du chœur de l'abbatiale est également un témoignage de la diversité des formes qu'emprunte alors la vie religieuse en Occident.
Au début du XVIIIe siècle, un orgue y est mis en place par Christophe Moucherel ainsi qu'un maître-autel de style baroque. Lors de la Révolution, le bâtiment est préservé par la commune, malgré la dissolution de la communauté monastique, en devenant l'église paroissiale.
Cette église est cependant l'objet d'une certaine désaffection et d'un manque d'entretien qui la fragilise. Mais elle fait l’objet d’un classement au titre des monuments historiques dès l'émission de la première liste des monuments ainsi protégés, la liste de 1840. De 1855 à 1890, elle bénéficie d'une importante campagne de restauration. Ces travaux, souhaités par Prosper Mérimée, sont menés sous la houlette de l'architecte Émile Boeswillwald. Ils permettent de sauvegarder le bâtiment. Néanmoins, la façade occidentale est profondément modifiée.

## Histoire
Dès le VIIe siècle, la cité de Mouzon  compte plusieurs églises, rattachées au diocèse de Reims : Saint-Martin à l’intérieur de l'enceinte et Saint-Pierre et Sainte-Geneviève extra muros.
Au IXe siècle, une église Notre-Dame est fondée au sein du premier établissement monastique, réunissant des moniales bénédictines. Dans les dernières années de l'épiscopat d'Hincmar, les reliques de saint Victor sont découvertes à proximité. Cette même période est troublée par des conflits et invasions, notamment en 882 par les Vikings, remontant la Meuse, ruinant la cité, dévastant les bâtiments ecclésiastiques et provoquant le départ des moniales.
Un nouvel archevêque, Herivée, fait restaurer les murs et les bâtiments religieux de Mouzon, entre 900 et 920. Il y installe un collège de chanoines et leur confie les reliques de saint Victor,. En 971, Adalbéron, archevêque de Reims, mécontent de cette communauté de chanoines vivant dans un certain désordre, réimplante un monastère avec l'aide de moines bénédictins venant de Thin-le-Moutier, qui se substituent également, dans l'église Notre-Dame, au chapitre de chanoines. Cette réforme est menée rapidement. Les reliques de saint Arnoul, pèlerin assassiné au VIIIe siècle, sont confiées à cette nouvelle communauté, s'ajoutant à celles de saint Victor. L'un et l'autre de ces saints sont des laïcs qui peuvent répondre à une aspiration populaire à la sainteté.
Par suite de l'affluence des pèlerins venus vénérer les reliques, l'église abbatiale devient trop petite. Un mouvement général tend à la même époque à amplifier les chœurs des églises afin d'apporter un cadre plus ample à une liturgie appelée à plus de faste. Ce mouvement touche les abbatiales, notamment celles de Saint-Rémi à Reims, de Vézelay, de Saint-Germain des Prés. Le projet d'édification d'un nouveau chœur et de toute la partie orientale de l'église est lancé au début des années 1190, prenant en compte des approches architecturales innovantes mises en œuvre dès 1130 par Suger pour l'abbatiale de Saint-Denis. Une autre ambition s'ajoute à ce projet et pousse également à agrandir la partie réservée au clergé dans l'église existante : l'archevêque de Reims Guillaume aux Blanches Mains envisage dans ces mêmes années de diviser le diocèse de Reims en créant un évêché à Mouzon. Mouzon est alors la seconde ville de ce diocèse de Reims, devant Mézières, Rethel, Attigny, Rumigny, Épernay, etc., et la transformation de l’abbatiale aurait pu en faire une cathédrale fort convenable.
Pour agrandir cette église existante, le chœur est démoli et reconstruit selon les modèles parisiens ou laonnois, dans ce style qui sera appelé ultérieurement le style gothique primitif. Le projet d'un nouveau diocèse, bien qu'approuvé par le pape Célestin III puis par son successeur Innocent III, est finalement abandonné par l'archevêque rémois quelques années plus tard, à la fin des années 1190, bien que cette première étape de transformation de l'abbatiale de Mouzon ait bien abouti.

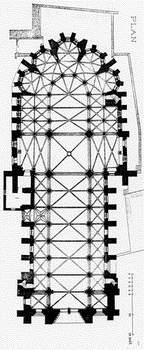
Plan de l'édifice de 1855, avant restauration, par E. Boeswillwald.

Il est difficile de savoir s'il était prévu initialement de prolonger les travaux et de rebâtir un transept et une nef dans la continuité du chevet et du chœur. Mais, en 1212, un incendie éclate, épargne pour l'essentiel la partie nouvelle mais rend nécessaire la reconstruction des parties anciennes. Cette deuxième étape d'édification de l'abbatiale actuelle s'échelonne jusqu'au milieu du XIIIe siècle, restant dans le style et les proportions du chœur,. Les deux tours datent en revanche du XVIe siècle, pour la partie haute, tout en s'inscrivant dans une continuité du style. En 1515 toutefois, des fenêtres de style flamboyant viennent modifier l'éclairage du chœur,, s'ajoutant à une verrière dans ce même style flamboyant mise en place au siècle précédent au-dessus du tympan du portail occidental.
Aux  XVIIe et XVIIIe siècles , les ajouts concernent davantage l'aménagement intérieur et le mobilier religieux. En 1725, l'orgue est mis en place, construit par Christophe Moucherel et placé initialement dans le transept nord. En avril 1728, le maître-autel actuel est consacré.
En 1789, la Révolution française met les biens de l'abbaye à la disposition de la Nation par le décret du 2 novembre. Concernant les biens immobiliers, les fermes et les moulins sont vendus aux enchères comme biens nationaux. Toutefois, la municipalité de Mouzon sauve l'essentiel en réservant le cloître à l'usage des vieillards et des malades et en recourant pour l'abbatiale à un changement d'affectation. Une requête est en effet adressée par cette municipalité au Directoire du département pour demander que l'abbatiale devienne l'église paroissiale, sacrifiant l'ancienne église paroissiale aux démolisseurs. Lorsque la constitution civile du clergé est décrétée en août 1790 et qu'un éphémère diocèse des Ardennes, distinct du diocèse de Reims, est constitué, la même municipalité espère durant quelques semaines que Mouzon soit érigé en siège de ce nouveau diocèse et que l'ancienne abbatiale devienne l'église diocésaine, mais le choix de l’État se porte sur Sedan. En 1793, durant la Terreur, le culte est interrompu, l'édifice est transformé en temple de la Raison, certaines sculptures souffrent de vandalisme. L'autorisation du culte constitutionnel est rétablie en 1795 et la situation religieuse définitivement stabilisée par le concordat de 1801. En 1807, la foudre tombe sur l'église. Manquant d'entretien, lézardé, l'édifice doit faire l'objet pour sa sauvegarde d'une importante campagne de restauration de 1855 à 1890.
Il fait l’objet d’un classement au titre des monuments historiques dès la liste de 1840.
En 1932, la commission des Monuments historiques repousse des projets de vitraux. À postériori, une telle initiative se serait avérée vaine puisqu'en 1940, des obus tombent sur l'abbatiale, faisant voler en éclats les verrières et vitraux en place. Un obus endommage la rosace éclairant la partie sud du transept et un autre crève la voûte, engendrant quelques travaux. Les vitraux sont alors remplacés par du verre blanc ou des verrières sobres aux motifs géométriques très simples.

## Architecture générale

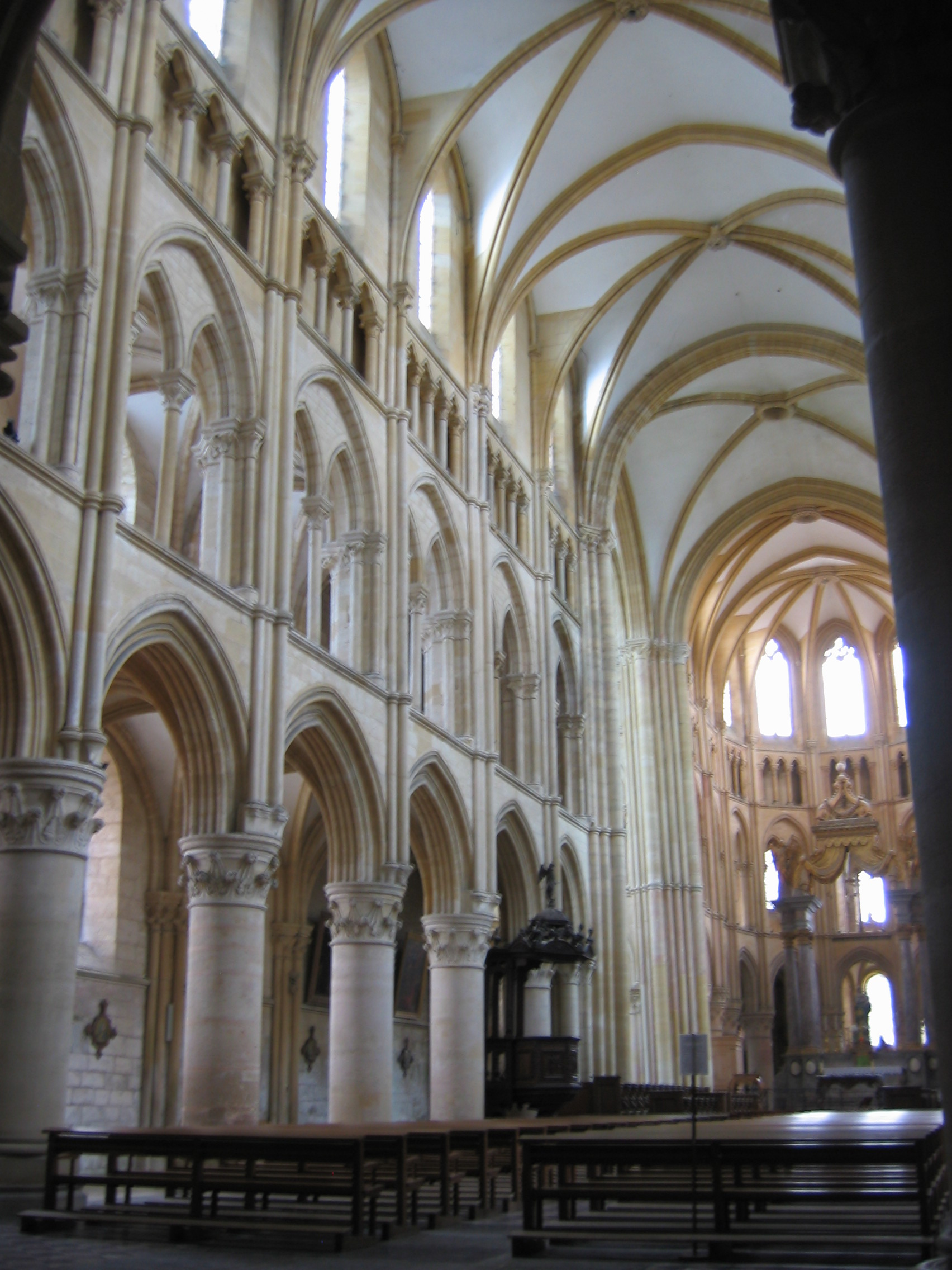
L'élévation de la nef.

La nef, entourée de deux collatéraux, se livre dès l'entrée au regard du visiteur, avec son élévation en trois étages, caractéristique du style gothique primitif. Le niveau inférieur est celui des grandes arcades en arcs brisés, s'appuyant sur des piliers ronds à tailloirs circulaires. Le premier étage est constitué de tribunes, héritées du style roman, qui s'ouvrent par des doubles arcades, sous un arc de décharge à tiers-point. Le deuxième étage est un triforium, un passage qui fait le tour de l'édifice, caractéristique de l'architecture gothique, surmonté encore d'un troisième étage de grandes fenêtres. À l'extérieur, les arcs-boutants, technique récente au moment de la construction, contribuent à la solidité de l'ensemble,. Cinq chapelles rayonnantes entourent le chœur et s'ouvrent sur un déambulatoire à cinq pans coupés, donnant à cette partie de l'église une certaine ampleur.
Malgré la durée entre le début de construction du chevet et du chœur et la fin des reconstructions du transept et de la nef, le style au sein de l'abbatiale est relativement homogène. L'édifice est voûté sur croisées d'ogives, avec des voûtes sexpartites dans la nef et quadripartites dans le chœur,.
Aucune crypte, subsistant par exemple d'une église antérieure, n'a été identifiée. Il est possible que la mobilité et l'humidité du sol en ait empêché la construction.

## Tympan
Deux tours carrées entourent le portail. Celui-ci a un tympan du XIIIe siècle, composé de trois étages de décor sculpté, séparés par des bandes ondulées, évoquant, dans la symbolique médiévale, le ciel. Le premier étage figure, à gauche, la dormition de la mère du Christ et, à droite, le martyre de Victor de Mouzon et celui d'Arnoul de Mouzon. L'étage médian est consacré à trois scènes de la tradition iconographique sur la vie de la Vierge Marie. À gauche, est représentée la Visitation de la Vierge Marie, ou visite qu'aurait rendue Marie, enceinte du Christ, à sa cousine Élisabeth, enceinte de Jean Baptiste. Au milieu, le couronnement de la Vierge, un épisode inconnu des évangiles selon Matthieu, Marc, Luc ou Jean, mais populaire aux XIIe et XIIIe siècles . Et à droite figure l’Annonciation, ou annonce faite à la Vierge Marie de sa maternité divine par l'archange Gabriel. Le troisième étage, ou étage supérieur, est constitué d'anges agenouillés. C'est l'endroit du tympan où les sculptures ont été le plus endommagées, introduisant plus d'incertitude sur l'interprétation. Un personnage semble poussé par un ange vers un être divin, Dieu le Père peut-être, ou le Christ, à qui un autre ange tend une couronne. Le personnage ainsi présenté à Dieu pour être glorifié pourrait être à nouveau Victor, le martyr et patron de Mouzon,.

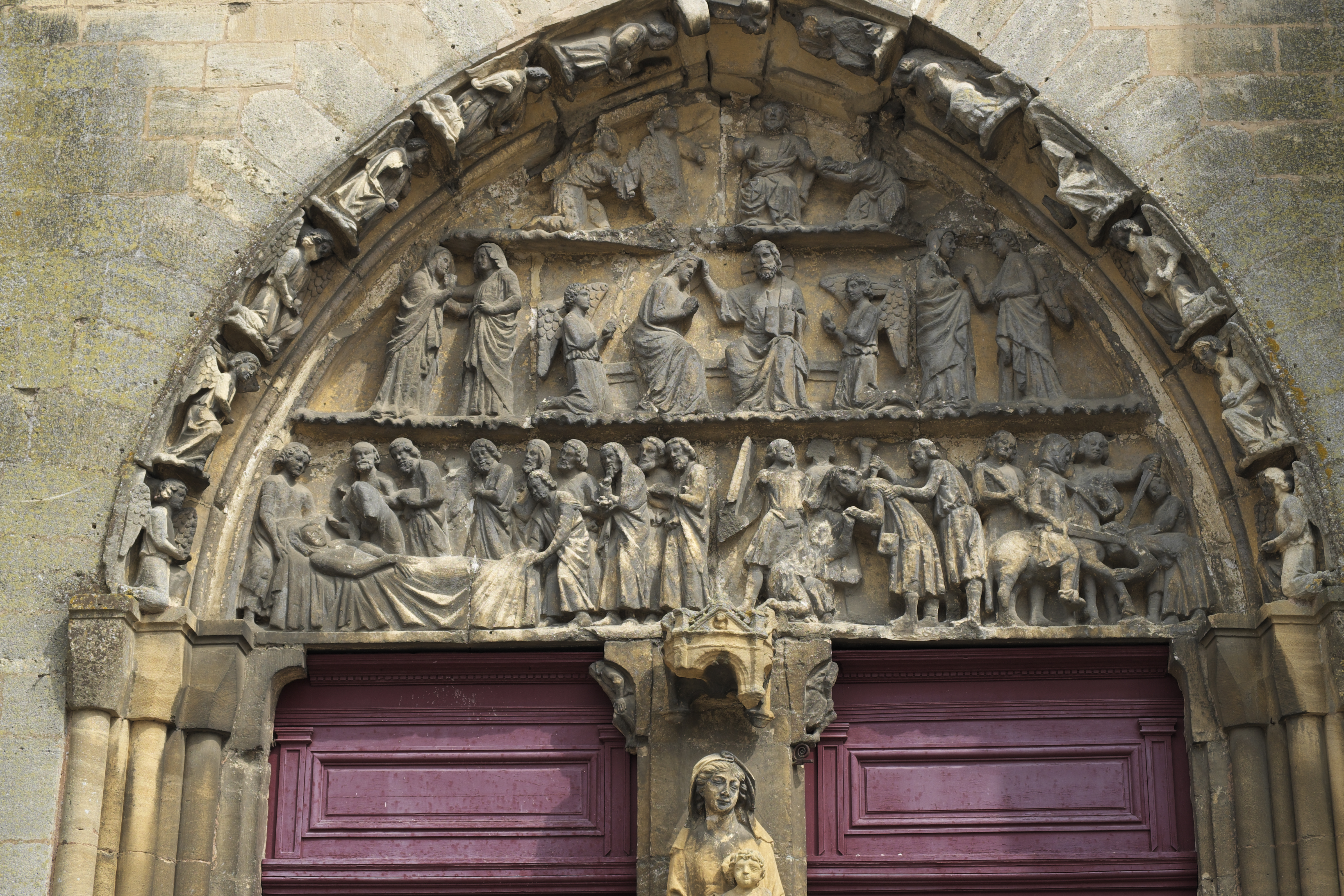
Le tympan.

L'ensemble s'inscrit dans une composition équilibrée qui participe à sa lisibilité. Les scènes se succèdent sans se gêner. Les proportions sont naturelles, sauf pour le cheval. Le modelé et le relief sont assez bien rendus. Quelques libertés sont prises par rapport à une iconographie religieuse très codée, tel le fait de placer l'ange à gauche et la Mère de Jésus à droite dans la scène de l'Annonciation. Les personnages n'ont plus la raideur et le hiératisme des premières réalisations gothiques, même si l'artiste ne se hisse pas au rang des meilleurs sculpteurs de son époque, si des maladresses subsistent, dans l'articulation des membres par exemple, et si l'inspiration générale manque de vigueur. La scène centrale du couronnement de la Vierge Marie par le Christ est une des plus simples et des plus réussies.
Le tympan était, lors de son édification, protégé par plusieurs rangs de voussures. Il ne subsiste qu'un seul rang où ont été réinstallées douze figurines d'anges. Une statue de Vierge à l'Enfant est installé au trumeau. Les statues qui se dressaient aux pieds-droits ont par contre disparu.

## Quelques dimensions
La longueur totale est de 65 m. La largeur de la nef est de 9 m pour le vaisseau central, 4,20 m pour le collatéral sud et 4 m pour le collatéral nord. L'élévation de la nef est de 21 m. Le transept est de dimension assez réduite, avec une largeur d'est en ouest de 9,80 m. Sa longueur est de 26,05 m. Le chœur et l'abside ont une profondeur de 14,50 m, les chapelles rayonnantes ont une profondeur de 4 m, sauf la chapelle dans l'axe qui fait 5 m. La largeur du déambulatoire est 3,60 m. Les tours de la façade s'élèvent à 56,50 m, flèche comprise.
Les dimensions de cette abbatiale sont proches de celles de la cathédrale de Senlis et nettement plus réduites que les autres cathédrales construites à la même époque dans la partie septentrionale du royaume, à Laon, Reims, ou Noyon par exemple.

## Place de l'église dans l'architecture de son temps
Les choix de construction de l'abbatiale s'inscrivent pour l'essentiel dans la continuité des premiers édifices gothiques, avec notamment l'élévation de la nef sur quatre niveaux (comme à Noyon, et à Laon), l'existence de tribunes, les arcs trilobés du triforium (comme à Noyon) et les piliers monocylindriques de l'étage inférieur (comme à Laon et à Notre-Dame de Paris).
Des éléments nouveaux, annonçant une deuxième génération d'édifices gothiques, apparaissent toutefois dans cet édifice. Il s'agit en particulier des arcs-boutants prévus dès l'origine, contrebutant les voutes, autour du chœur comme le long de la nef. La forme de ces premiers arcs-boutants reste assez lourde, leur tête vient buter à un niveau qui n'est pas encore très élevé, et ils prennent appui sur des culées ou contreforts qui s'épaississent de haut en bas. Ce sont parmi les tout premiers exemples de dispositifs d'arcs-boutants construit dès le départ de l'édifice. Ils viennent, dans le cas de Mouzon, s'ajouter, et non se substituer aux traditionnels murs-boutants, montés sur l'extrados des doubleaux des tribunes.
Dans les édifices gothiques qui suivent au XIIIe siècle, les arcs-boutants s'affinent progressivement, se perfectionnent, s'amincissent, et servent concomitamment à l'écoulement des eaux. La mise en place de ce contrebutement des voûtes de plus en plus efficace va se traduire à l'intérieur des églises par un étirement des formes vers le haut et par une disparition des tribunes et de ces élévations en quatre niveaux successifs telles qu'on le rencontre à Mouzon, renforçant encore l'impression de jaillissement vers le haut. Les piliers monocylindriques évoluent également dans les édifices suivants, au XIIIe siècle, vers des piliers fasciculés. À Mouzon toujours, les arcs-boutants de la nef, côté sud, sont réaménagés au XVe siècle, avec la mise en place de pinacles qui n'existent pas côté nord.

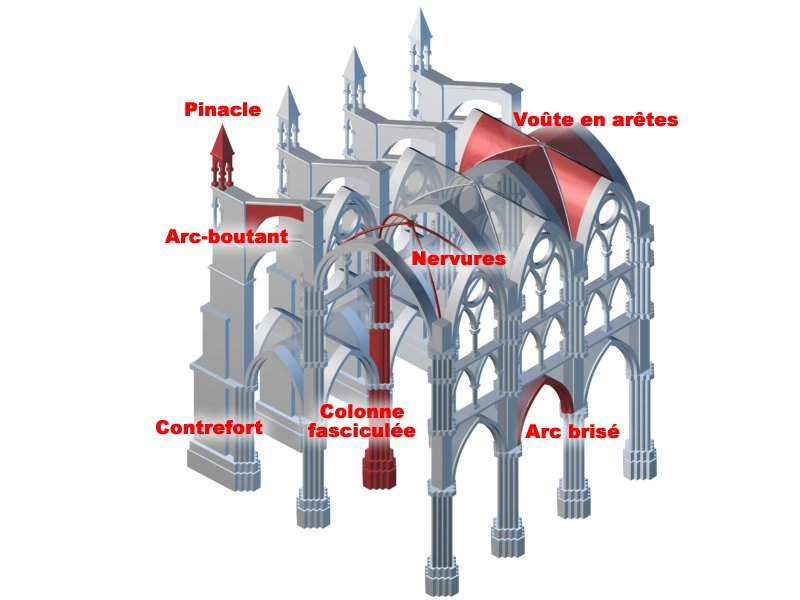
Vocabulaire de l'architecture gothique.
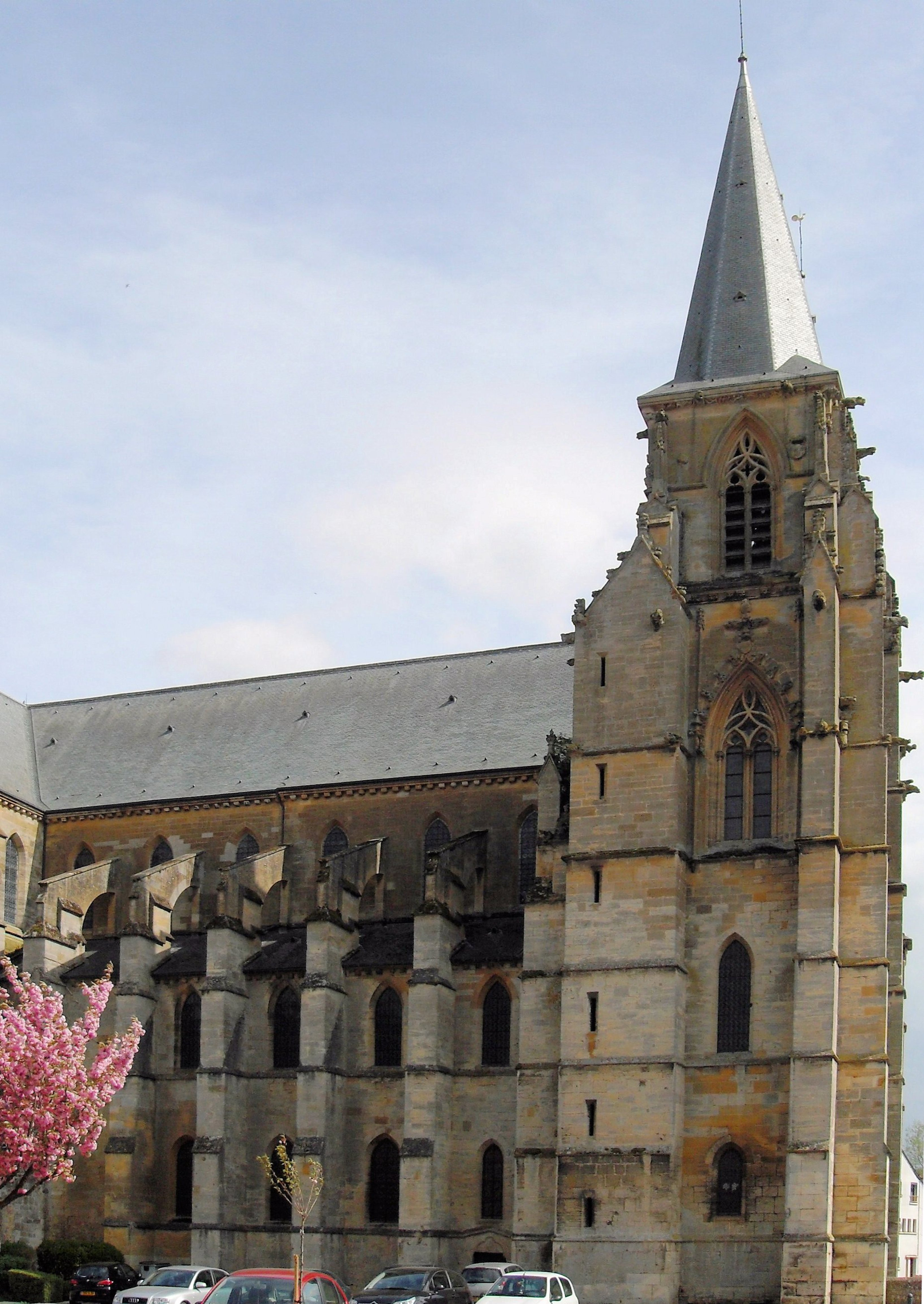
Arcs-boutants de la nef côté nord, sans pinacle.
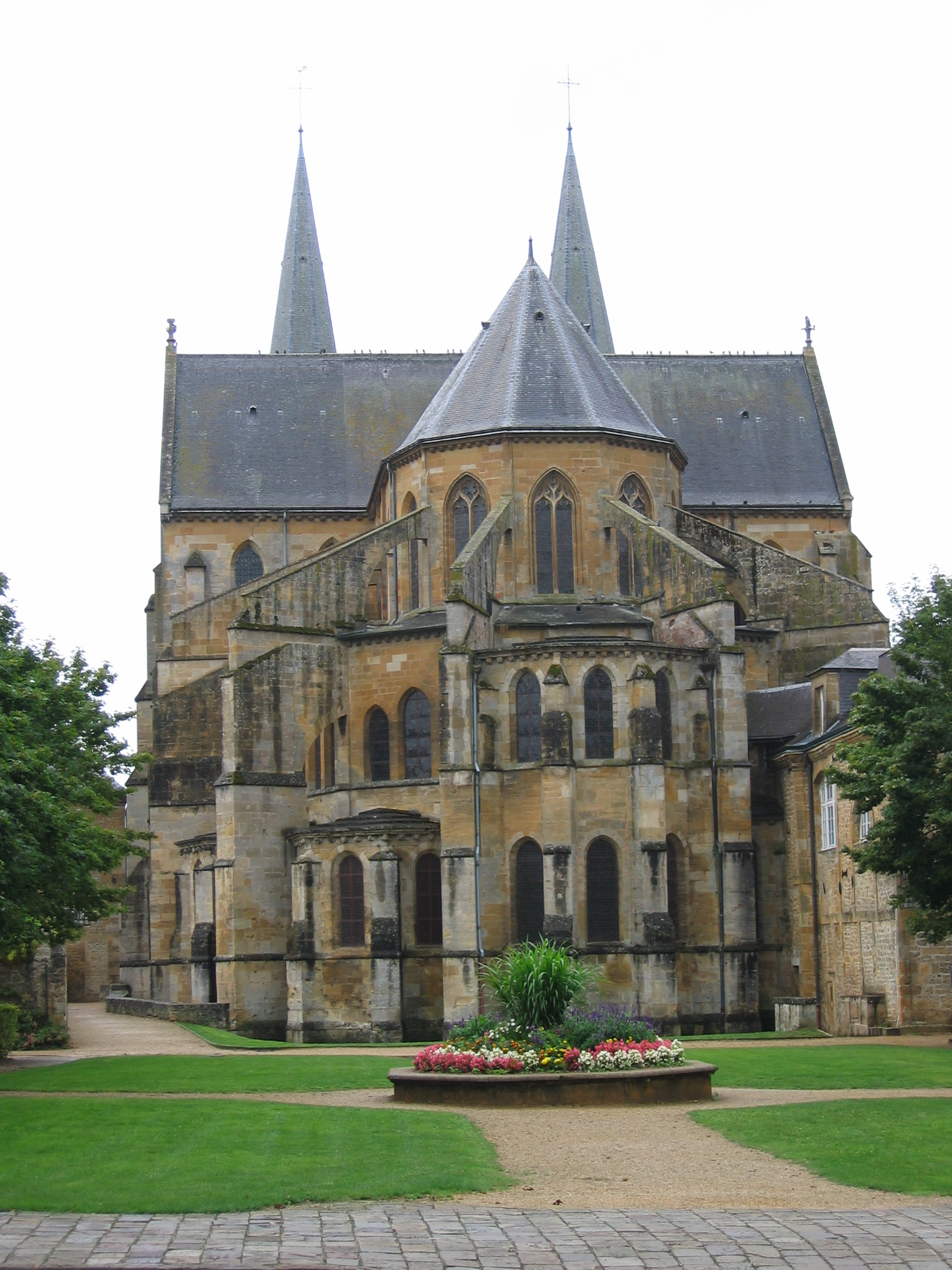
Arcs-boutants autour du chœur.
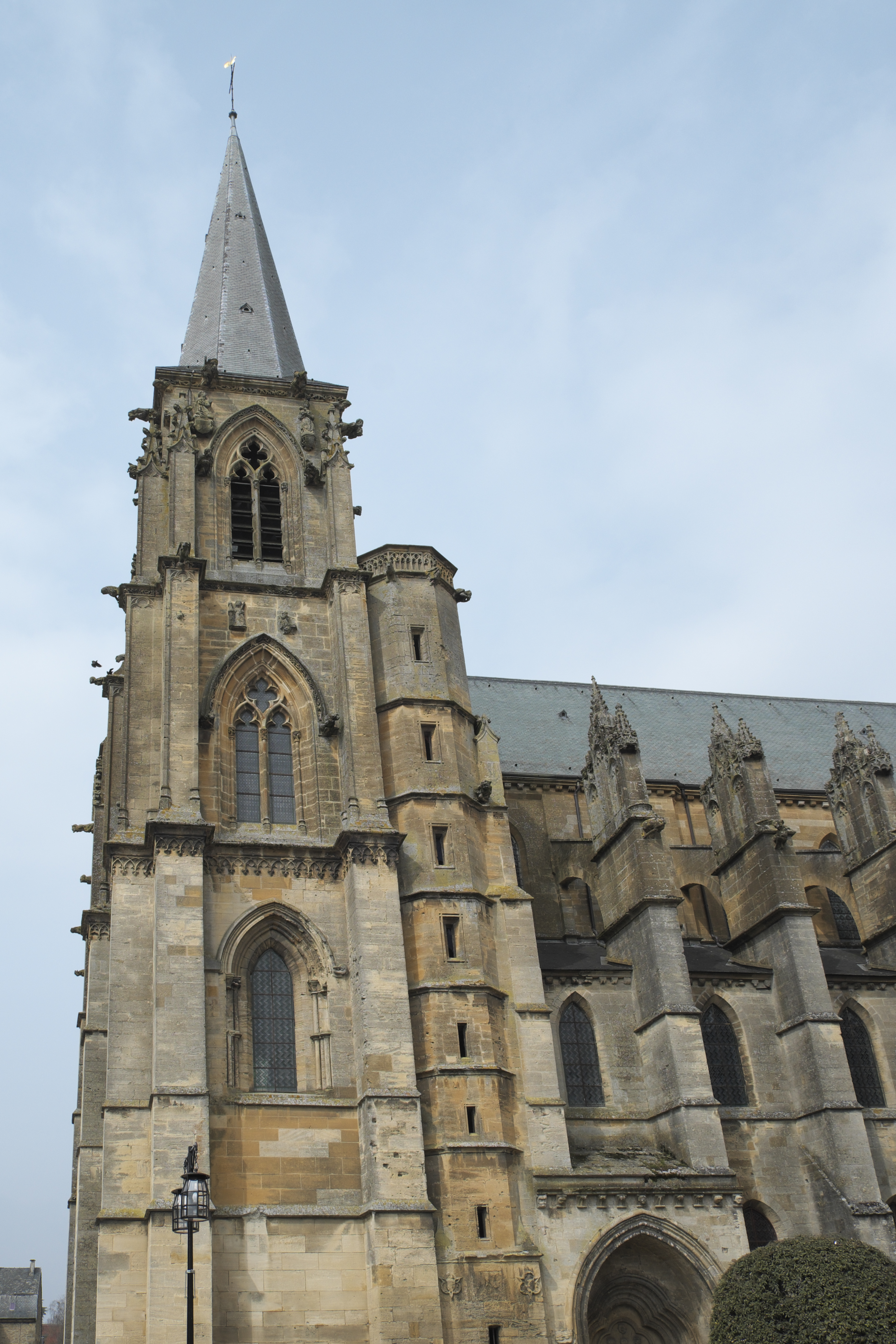
Arcs-boutants de la nef côté sud, avec pinacles.

## Impact de la restauration duXIXesiècle

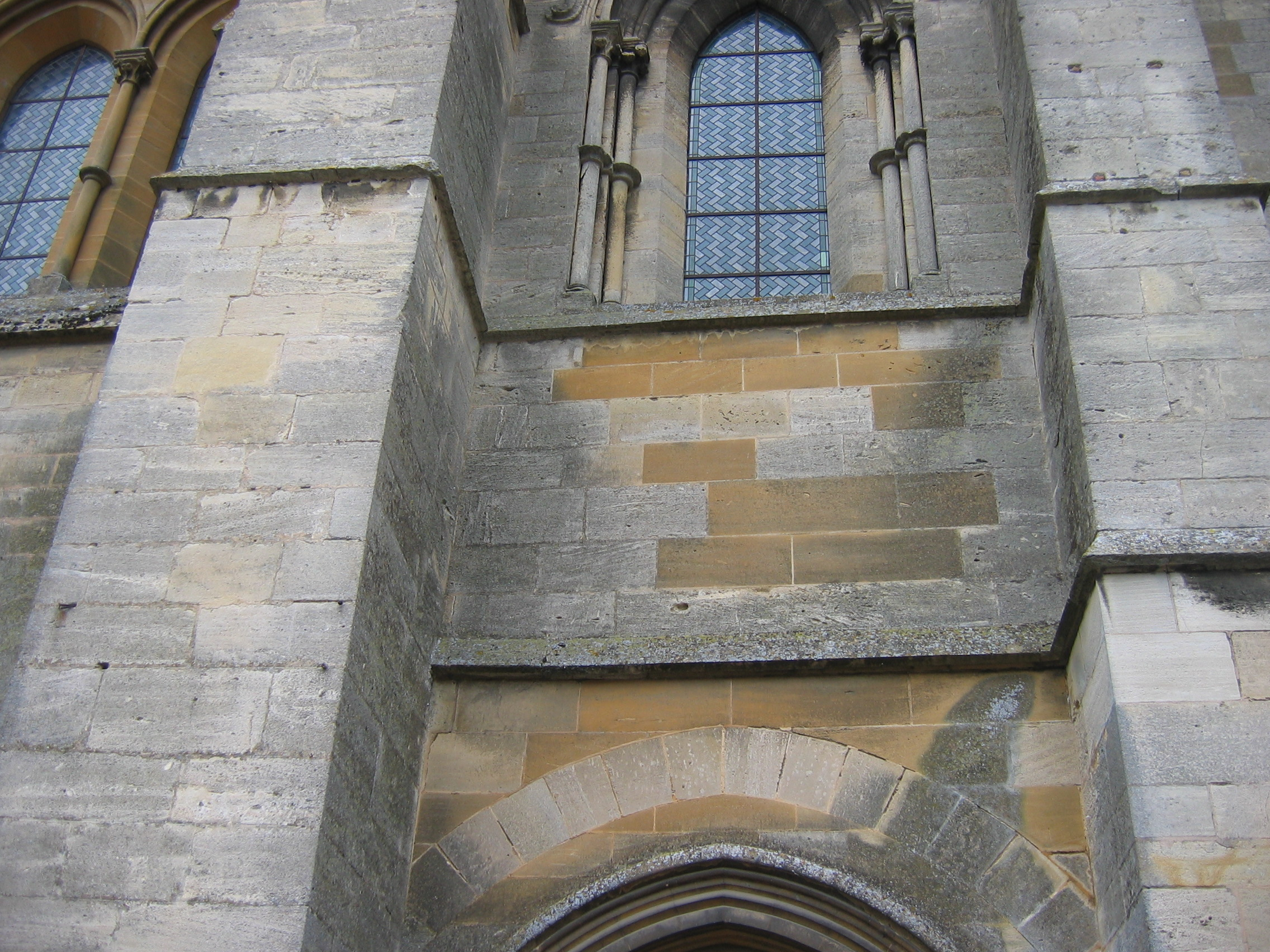
Différence de teinte entre les pierres, à la suite de la restauration.

À la demande de Prosper Mérimée, inspecteur des Monuments historiques, un projet de restauration est présenté par l'architecte Émile Boeswillwald le 10 janvier 1855, sur un édifice profondément fragilisé par les années. Quatre tranches de travaux sont nécessaires pour mener à bien cette restauration, de 1867 à 1890, avec un coût total estimé à près de 600 000 francs or. La pierre utilisée, extraite à Bulson, est plus jaune que celle d’origine, issue des carrières de Yoncq. Cette différence de teinte permet en observant l'édifice de distinguer les parties reconstruites au XIXe siècle en utilisant à la fois des pierres d'origine et de nouvelles pierres.
La façade occidentale particulièrement dégradée avant cette restauration est reconstruite. Mais elle n'est pas reconstruite à l'identique. En particulier, une grande verrière flamboyante placée au-dessus du tympan au XVe siècle est remplacée par quatre fenêtres surmontées d’une rosace, s’inspirant des pignons Nord et Sud du transept. Boeswillwald substitue ainsi une structure plus simple et plus solide à une structure de portail fragilisée. Mais il cède sans doute également à la doctrine de l'unité de style chère à l'école de Eugène Viollet-le-Duc en faisant disparaître cette adjonction flamboyante, accentuant artificiellement l'homogénéité de l'abbatiale. « Restaurer un édifice, ce n’est pas l’entretenir, le réparer ou le refaire, c’est le rétablir dans un état complet qui peut n’avoir jamais existé à un moment donné », affirmait Viollet-le-Duc.

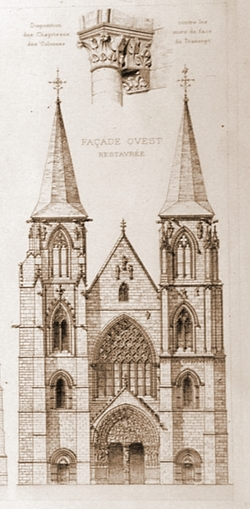
Façade occidentale avant restauration.
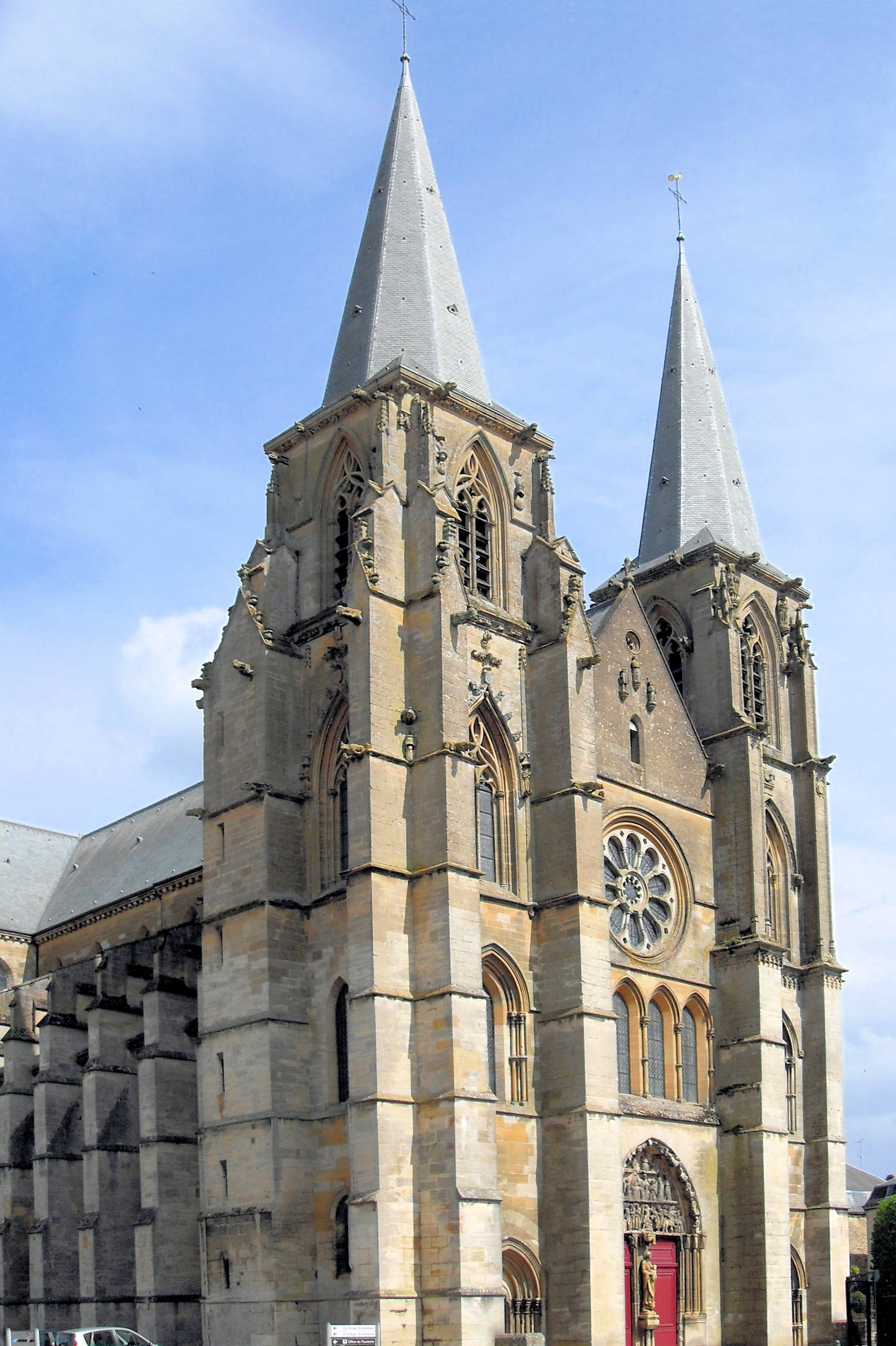
Façade occidentale aujourd'hui.
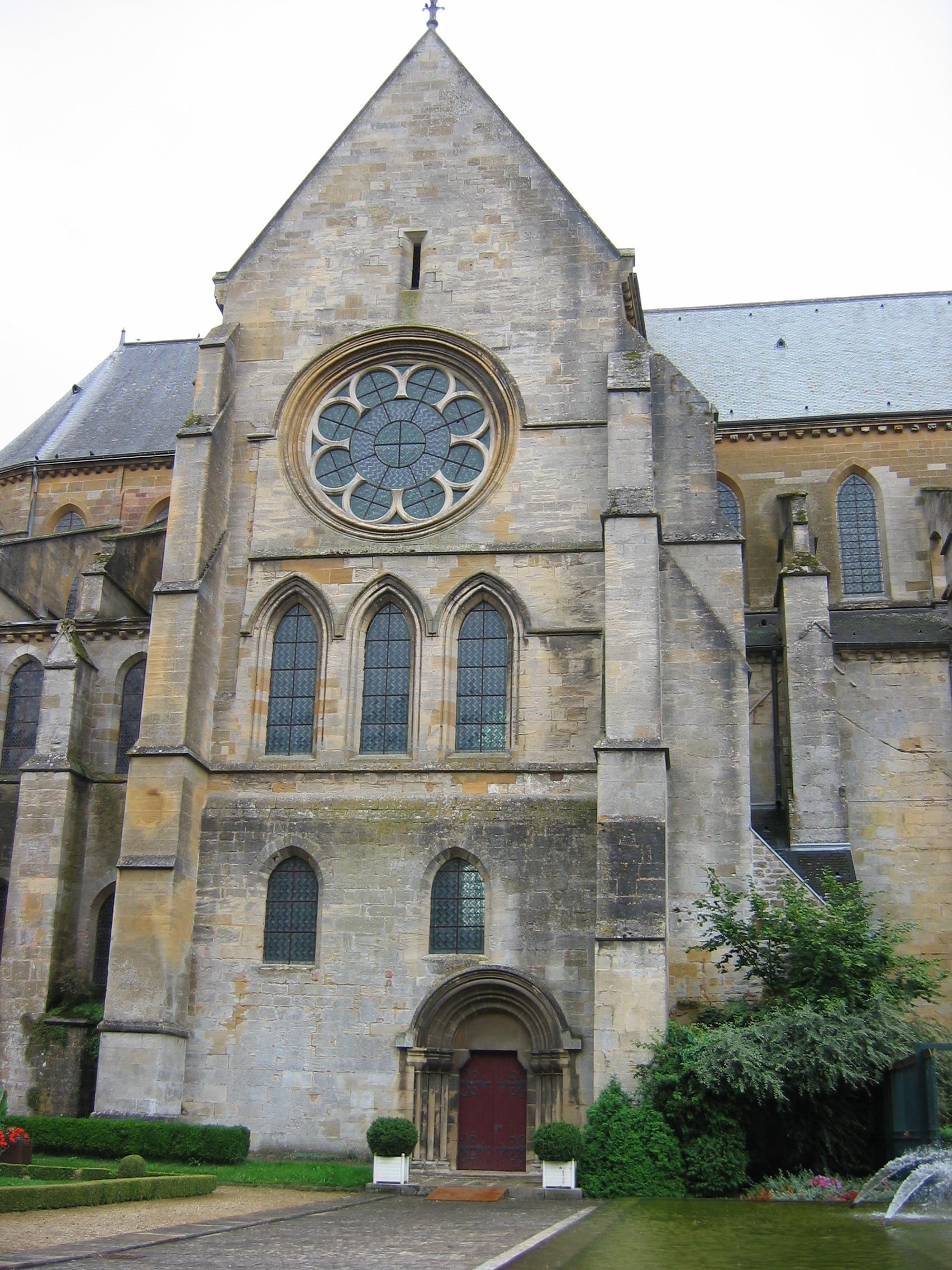
Pignon nord.

Le haut du mur du côté Nord de l'édifice (celui situé devant le monastère) est reconstruit également, soit les sept travées en hauteur avec leur fenêtre, ainsi que les arcs-boutants correspondants. Même constat côté Sud. Le haut du chœur est remplacé de la même façon, ainsi que les arcs-boutants du chevet. À l'intérieur, une chapelle du XVe siècle, également de style flamboyant, est supprimée dans la nef latérale nord. Cette chapelle ainsi supprimée était la seule rajoutée, au Moyen Âge, à la construction initiale. Des colonnes sont refaites à l'identique, partiellement ou totalement. Trois vitraux du chœur sont démontés pour les préserver durant les travaux, mais ne sont pas retrouvés au moment de les remettre en place. Une tribune est ajoutée au fond de l’église, vers le portail occidental, pour supporter le grand orgue,.

## Reclusoir

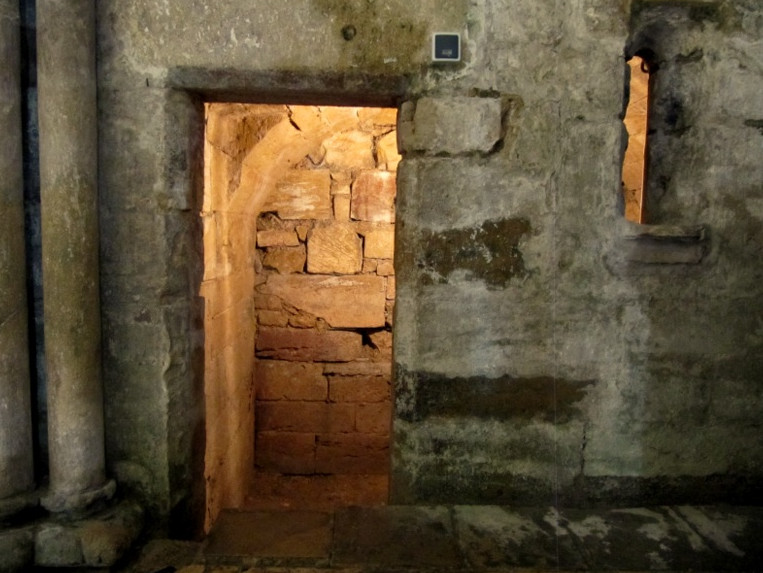
Le reclusoir.

Une des particularités de l'abbatiale de Mouzon est l'existence d'un reclusoir dans une chapelle à gauche du chœur de l'abbatiale et du maître-autel. Ce dispositif peu commun met en exergue un des aspects de la vie religieuse du Moyen Âge. Il s'agit d'une cellule légèrement voûtée de 2,1 m sur 1,1 m, et de 2,1 m de haut, avec une porte destinée à être maçonnée et une petite ouverture de 60 cm de haut et de quelques centimètres de large permettant d'apercevoir l'autel proche et le maître-autel. Cette cellule, placée dans le déambulatoire côté Nord, était destinée à l'usage d'un reclus volontaire, une personne désirant vivre en solitaire un tête-à-tête avec Dieu, tout en étant au cœur de la cité.
L'existence d'au moins deux recluses est attestée sur ce site, dont Mathilde, dame de Villemontry, en 1197. Elle veut imiter ainsi « son fils qui avoit pris l'habit monastique à l'abbaye de Mouzon et prend le parti d'y vivre en recluse ». Ce choix de vie n'est pas spécifique à Mouzon, à la même époque, et constitue alors, avec les ermites, une figure familière de cette société européenne, même si elle a eu un rayonnement moindre et une trace bien plus discrète dans les écrits que les grandes communautés monastiques.

## Mobilier religieux
Dans la nef, la chaire à prêcher, en bois sculpté, est une œuvre du XVIIe siècle, d'un artisan local, André Lefèvre. Elle provient de l'ancienne église paroissiale Saint-Martin, et a été installée dans cet édifice en mars 1792. La cuve hexagonale de la chaire est décorée de rinceaux, finement sculptés, et les quatre pans tournés vers la nef représentent les quatre Évangélistes, debout, vêtus de manteaux aux plis abondants, avec leurs attributs symboliques traditionnels. L'abat-voix est orné de petits tympans en arc-de-cercle, de pots à feu reliés par des guirlandes et d'un piédestal surmonté d'un ange brandissant une trompette.
Dans le carré du transept, débordant en partie dans la nef, 26 stalles basses et autant de stalles hautes, en chêne, sont disposées, datant de la seconde moitié du XVIIe siècle ou de la première moitié du XVIIIe siècle. Elles sont très simples, d'un style sobre avec des miséricordes sculptées en culs-de-lampe décorées de feuilles d'acanthe.

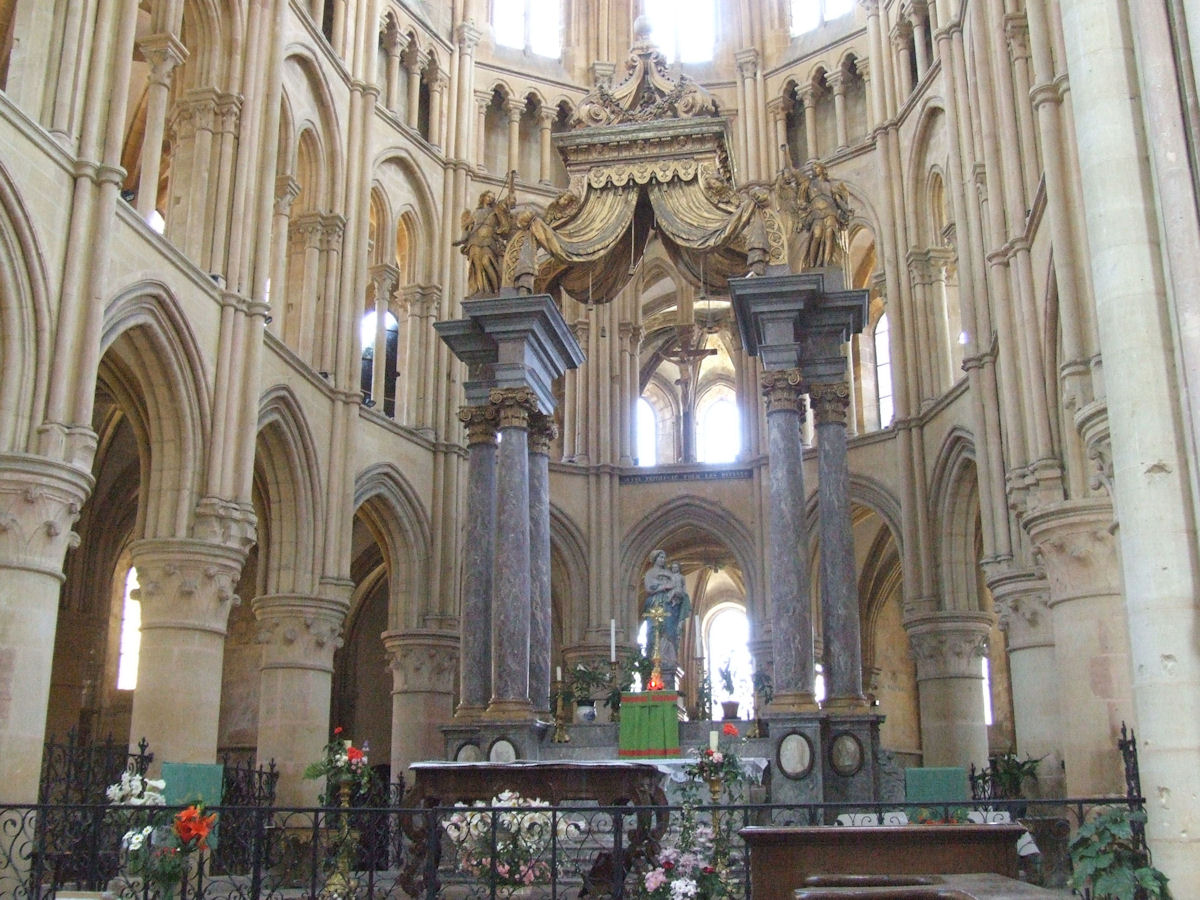
Le maître-autel et le crucifix en arrière-plan.

Le chœur de l'église est occupé par un maître-autel monumental et remarquable, de style baroque, consacré en 1728. La base de l'autel est ornée de quatre médaillons ovales, avec quatre têtes sculptées en bas-relief, dans une sorte de stuc. Sont représentés Jésus-Christ, la Vierge Marie, saint Benoît et sainte Scolastique. Sur cette base, s'élèvent de chaque côté trois colonnes de marbre disposées en triangle sur de hauts stylobates. Les colonnes sont surmontées d'entablements, avec au-dessus un décor constitué d'anges thuriféraires flanquant un baldaquin de plan rectangulaire, d'où tombent des draperies relevées aux quatre extrémités. Au sommet de ce dispositif ornemental, des consoles à enroulement sont agrémentées de guirlandes et d'un globe crucifère. L'ensemble est fortement similaire au maitre-autel de la cathédrale Saint-Étienne de Châlons datant de 1686, et donc antérieur,.
Un crucifix (qui était initialement un calvaire) se détache dans la lumière de la baie d'axe de la tribune, apparaissant ainsi au-dessus de l'autel, semblant planer dans les draperies du baldaquin. À cet endroit de la tribune, à l'étage donc, se trouve une chapelle, éclairée par 5 fenêtres et dédiée à saint Thomas de Cantorbéry, objet d'une vénération populaire et ecclésiastique à l'époque de la construction de l'église. Le crucifix date sans doute de la même époque que l'autel.
Dans les chapelles rayonnantes autour du chœur, sont disposés différents meubles, autels, retables, lavabos, tableaux et statues. On peut noter parmi ces statues celle en bois, malheureusement mutilée, représentant Madeleine vêtue avec élégance d'une robe décolletée et d'un manteau. Son auteur est inconnu mais le style est du XVIIIe siècle. Dans le déambulatoire se trouve également un tableau de Theodoor van Thulden, Jésus apparaissant à Madeleine. Plusieurs pierres tombales de religieux et d'officiers claustraux sont disposées dans le pavement de l'église ou contre le mur du bas-côté de la nef. Curieusement, on ne trouve pas de tombes des abbés du monastère de Mouzon, à l'exception d'un abbé commendataire, Claude de Joyeuse, mort en 1710, et de Jean Gilmer.

## Orgue
Le facteur d'orgue Christophe Moucherel avait été appelé à terminer l’orgue de Stenay, dont le buffet avait été réalisé par le facteur Jean Boizard de Sedan, avant sa mort accidentelle. La réception définitive de l’instrument, le 13 mars 1719, lui fait rencontrer dom Amand Vincent, père organiste de l’abbaye de Mouzon, qui figure parmi les experts. Celui-ci, au vu du travail réalisé à Stenay, le recommande pour la construction d'un instrument similaire à l'abbatiale. Cette réalisation commence en 1723 et se termine en 1725,. Le décor est réalisé par le sculpteur Jacques Lemaire, dont une Vierge à l'Enfant coiffant la tourelle centrale du grand buffet, aidé d'un menuisier de Stenay, Henri Baillard.
En 1790, la mention « un jeu d'orgue » figure dans l’inventaire des biens de l’abbaye. L'instrument survit tant bien que mal à la foudre de 1807, qui tombe sur l'église et perce la toiture, ainsi qu'à diverses « réparations » au cours du XIXe siècle.

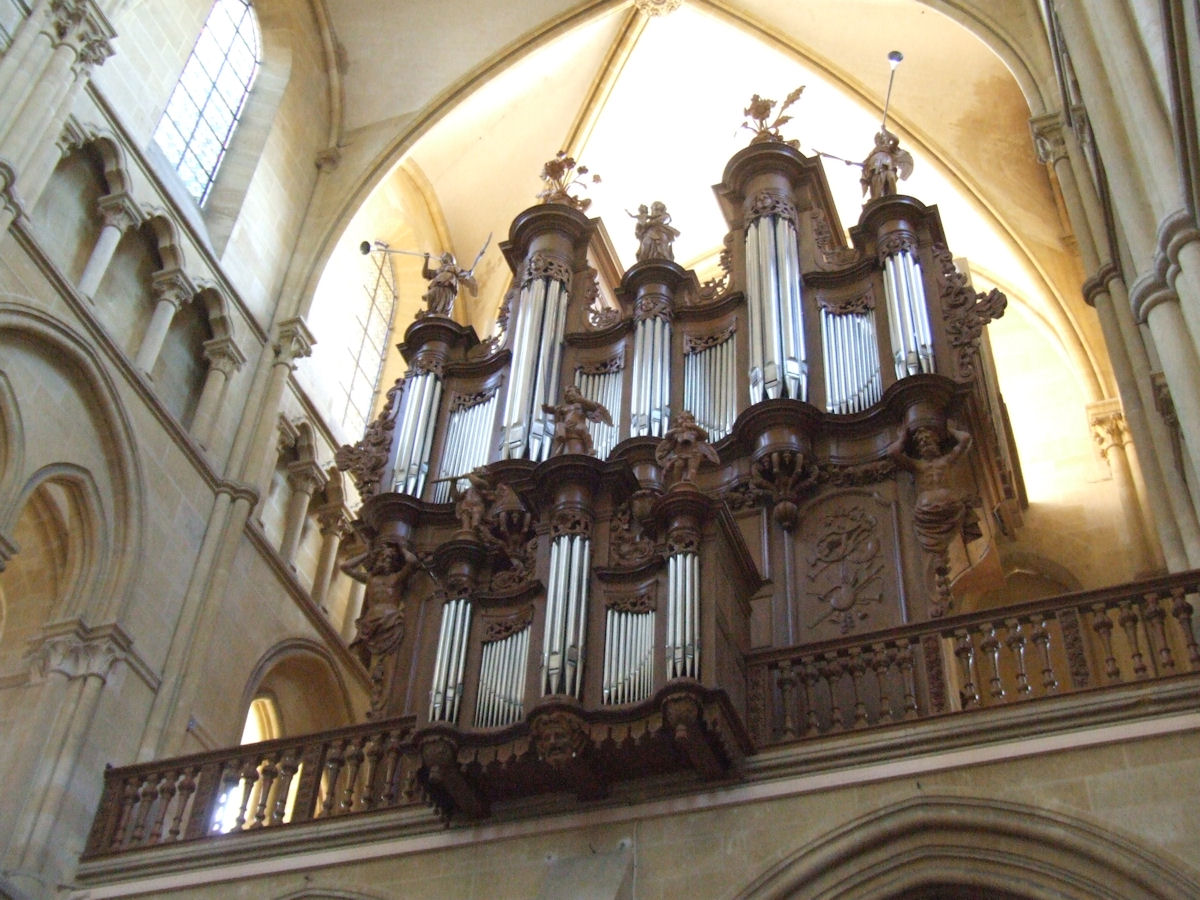
L'orgue sur une tribune à l'extrémité de la nef.

Lors de la restauration de l’abbatiale dirigée par Boeswillwald, l’orgue est démonté et placé sur la toute nouvelle tribune en pierre de la grande nef. Personne ne sait ce qu’il advient de la tribune en bois initiale, construite par Christophe Moucherel et le menuisier Henry Baillard, dans le transept nord, et qui constituait avec l’orgue un ensemble menuisé de 14 mètres de hauteur.
En 1879, le facteur Dejardin termine une refonte quasi complète de l’orgue, en changeant les sommiers et la soufflerie, mais en reprenant en partie la tuyauterie ancienne. La guerre survient et, en 1917, tous les tuyaux de métal sont pillés par les Allemands pour approvisionner leurs usines d'armement. Il faut attendre 1923-1924 pour que Pol Renault, facteur d’orgues originaire de Signy-le-Petit, remplace ces tuyaux manquants grâce aux indemnités de « dommages de guerre ». Ce travail est complété par Jean Gomrée en 1972 et 1973. Et cette restauration de l'orgue est terminée, en 1991, par Barthélemy Formentelli, facteur d’orgues résidant à Vérone, et bon connaisseur de la facture dudit Moucherel.
La composition de l'orgue est la suivante :
| Positif (11 jeux) |     |
| Montre            | 4'  |
| Bourdon           | 8'  |
| Doublette         |     |
| Fourniture        | III |
| Cymbale           | II  |
| Nazard            |     |
| Quarte            |     |
| Tierce            |     |
| Larigot           |     |
| Trompette         |     |
| Cromorne          |     |

| Grand Orgue (17 jeux) |     |
| Montre                | 8'  |
| Prestant              |     |
| Doublette             |     |
| Fourniture            | IV  |
| Cymbale               | IV  |
| Bourdon               | 16' |
| Bourdon               | 8'  |
| Flûte                 | 4'  |
| Grosse Tierce         |     |
| Nazard                |     |
| Quarte                | 8'  |
| Tierce                |     |
| Grand-Cornet          | V   |
| 1re Trompette         |     |
| 2e Trompette          |     |
| Clairon               |     |
| Voix humaine          |     |

| Récit (3 jeux) |   |
| Cornet         | V |
| Trompette      |   |
| Hautbois       |   |

| Écho (7 jeux) |     |
| Bourdon       | 8'  |
| Prestant      |     |
| Nazard        |     |
| Doublette     |     |
| Tierce        |     |
| Cymbale       | III |
| Musette       |     |

| Pédale (6 jeux) |     |
| Flûte           | 16' |
| Flûte           | 8'  |
| Flûte           | 4'  |
| Bombarde        |     |
| Trompette       |     |
| Clairon         |     |

| Divers                                                          |
| Accouplement POS/GO à tiroir                                    |
| Tirasse GO                                                      |
| Deux pédaliers interchangeables à la française et à l’allemande |
| Tremblant doux dans le vent                                     |
| Tremblant fort à vent perdu                                     |
| Rossignol                                                       |
| « Gueulard » ou « Tête de Maure »                               |
| Angelot chef d'orchestre                                        |